# Tiago Gomes
Tiago Filipe Figueiras Gomes (Vila Franca de Xira, distrito de Lisboa, Gran Lisboa, Región de Lisboa, Portugal, 18 de agosto de 1985) es un futbolista portugués. Juega de centrocampista y su equipo actual es el Melaka United FC de la Superliga de Malasia.

## Trayectoria
Tiago Gomes es un jugador vila-franquense que jugó en varios clubes portugueses hasta que dio el salto al Estrela da Amadora de Primera División de Portugal. En la temporada 2008/09 se marchó cedido al Steaua Bucureşti con el que jugó en la máxima categoría doméstica rumana y en competiciones europeas. El 16 de julio de 2009 se anunció en la página web oficial del Hércules su fichaje por tres temporadas.
En julio de 2012 ficha por el Blackpool FC de la Segunda División Inglesa.

## Clubes
| Club                     | País       | Periodo       | Liga | Goles |
| ------------------------ | ---------- | ------------- | ---- | ----- |
| G. D. Estoril Praia      | Portugal   | 2002-2003     |      |       |
| Oriental de Lisboa       | Portugal   | 2003-2004     | 30   | 5     |
| Oriental de Lisboa       | Portugal   | 2004-2005     | 32   | 5     |
| C. F. Estrela da Amadora | Portugal   | 2006-2007     | 28   | 2     |
| C. F. Estrela da Amadora | Portugal   | 2007-2008     | 21   | 1     |
| F. C. Steaua Bucureşti   | Rumania    | 2008-2009     | 24   | 0     |
| Hércules CF              | España     | 2009-2010     | 37   | 6     |
| Hércules CF              | España     | 2010-2011     | 28   | 2     |
| Hércules CF              | España     | 2011-2012     | 31   | 0     |
| Blackpool FC             | Inglaterra | 2012-2013     | 27   | 0     |
| APOEL FC                 | Chipre     | 2013-2015     | 36   | 1     |
| Nea Salamina Famagusta   | Chipre     | 2015-2016     | 15   | 0     |
| Doxa Katokopias          | Chipre     | 2016-2017     | 35   | 6     |
| Melaka United FC         | Malasia    | 2018-presente |      |       |